# Ultraphon
Het Duitse label Ultraphon is tegenwoordig een sublabel van Teldec in Hamburg en behoort tot de Warner Music Group.

## Het apparaat Ultraphon
De Berlijnse uitvinder Heinrich J. Küchenmeister (Berlijn, 1893) – (Bremen, 1971) ontwikkelde in het begin van de jaren 20 de Ultraphon, een afspeelapparaat voor platen in een ronde behuizing met twee luidsprekers, twee geluidskoppen en twee rechthoekig geplaatste geluidsopeningen. Beide naalden liepen in een vaste afstand door dezelfde groef, waardoor tijdens de weergave door de eigen geluidtrechter een geringe tijdverplaatsing van het geluidssignaal werd bereikt. Daardoor werd enerzijds een rendement aan geluidsterkte bereikt en anderzijds een ruimtelijke klank (pseudo-stereo-effect) gecreëerd.
De Deutsche Ultraphon AG, wiens doel de productie van deze spraakmachines was, werd op 13 augustus 1925 opgericht in Berlin-Lichtenberg met als hoofdaandeelhouder Heinrich Küchenmeister. Omdat het zakelijk succes van de uitvinding tegenviel, besloot men om een conventioneel apparaat te bouwen met één geluidskop/geluidstrechter. Vanaf 1928 belastte de Küchenmeister-firma BERTONA – Berliner Tonapparate-Fabrik GmbH zich met de fabricage. In het begin van 1932 werd de productie stilgelegd.

## Het platenlabel Ultraphon
In samenwerking met de Nederlandse zakenman en ingenieur Andreas Struve (1882 – 1954) plande Küchenmeister een multinationaal elektro-akoestisch imperium met onafhankelijke secties voor platen en geluidsapparaat, radio en geluidsfilm. Met overwegend Nederlands kapitaal werd in Amsterdam de N.V. Küchenmeister's Internationale Maatschappij voor Accoustiek als holding opgericht (mei 1929). Daarnaast behoorden voor de sectie geluidsfilm de N.V. Küchenmeister's Internationale Maatschappij voor Sprekende Films (opgericht december 1927, later Internationale Tobis Maatschappij N.V.) en voor de radiosectie de N.V. Küchenmeister’s Internationale Radio Maatschappij, die echter slechts het planstadium bereikte. De N.V. Küchenmeister's Internationale Ultraphoon Maatschappij van oktober 1928 was verantwoordelijk voor de sectie platen en het geluidsapparaat.
In het begin van 1929 fuseerde de Deutsche Ultraphon AG met Küchenmeister's Internationaler Ultraphoon te Amsterdam, met als doel de opbouw van een eigen platenproductie in Duitsland. De eerste platen kwamen in de herfst van 1929 op de markt.
Onder leiding van de platenproducent Herbert Grenzebach (Berlijn, 1897 – Mallorca, 1992) ontstond in een korte periode een omvangrijk repertoire. Tot de Ultraphon-artiesten behoorden Marlene Dietrich, Joseph Schmidt en Erich Kleiber.
De opnamen onderscheiden zich door een ongewoon goede geluidskwaliteit., dankzij Ultraphon-geluidstechnicus Hans-Karl von Willisen (Berlin-Charlottenburg, 1906 – Wuppertal, 1966) en Paul-Günther Erbslöh (Düsseldorf, 1905 – 2002). Als geluidsstudio gebruikte de opname-afdeling de danszaal van het tuinlokaal Viktoria-Garten in Berlin-Wilmersdorf.
Naar aanleiding van de onoverzichtelijke concernconstructie belandde de Deutsche Ultraphon AG in juli 1931 in financiële problemen en werd in het begin van 1932 verkocht. In maart 1932 kocht Telefunken uit de failliete boedel de matrijzen en drukpersen en richtte als Telefunkenplatte GmbH een eigen label op.

## Internationale labels
- Frankrijk: Ste. Internationale Ultraphone in Villetaneuse (Seine) nabij Parijs, vanaf 1931 zelfstandig als "Société Ultraphone Française"
- Nederland: Ultraphon, Amsterdam
- Zwitserland: Turicaphon AG, opgericht in oktober 1930 in Zürich
- Tsjechoslowakije: Ultraphon-pers en geluidsstudio in Praag vanaf 1931. Het productiecentrum in Praag en diens rechten gingen over naar de Tsjechische Ravitas. Binnenlandse producten werden onder Ultraphon geregistreerd tijdens internationale muziekproducties onder de naam Supraphon. Het hoogtepunt beleefde het label in de jaren 1930 met de verkoop van klassiek- en jazzopnamen. Met de Russische bezetting na de Tweede Wereldoorlog volgde in 1946 de naturalisering. Ultraphon en Supraphon werden daarna uitsluitend voor de Tsjechische markt gebruikt, het wereldrepertoire werd onder het label Mercury Records gecontinueerd. De firma Ultraphon A.S. werd in 1969 in Supraphon A.S. omgedoopt en is tegenwoordig het grootste Tsjechische platenlabel.